# Hollersberg
Hollersberg ist eine Ortschaft in der Gemeinde Guttaring im Bezirk Sankt Veit an der Glan in Kärnten (Österreich). Die Ortschaft hat 85 Einwohner (Stand 1. Jänner 2024).

## Lage
Die Ortschaft liegt im Norden des Brückler Berglands, im Süden der Gemeinde Guttaring, auf dem Gebiet der Katastralgemeinde Hollersberg.
Viele der Höfe liegen östlich oberhalb des Rabachbodens, nämlich Schadenmacherkeusche (Scheidelmacher, Nr. 3), Prennes (Nr. 4), Thalbauerhube (Nr. 6 und 9), Nesslgraber (Nr. 7), Lugnauer (Lungauer, Nr. 11), Klausenkeusche (Nr. 13), Hasenfeldergut (Nr. 14), Krughube (Nr. 15), Brunnbauerkeusche (Nr. 17), Grolitscherkeusche (Groilitscher, Nr. 19) und Ebenbauer (Nr. 20). Nahe beim Silberbach, gegenüber von Übersberg, dort, wo früher die Übersbergmühle stand, gibt es einige in den letzten Jahrzehnten errichtete Einfamilienhäuser, die zur Ortschaft Hollersberg gehören. Im Norden, nahe beim Gemeindehauptort Guttaring und nur von jenem aus erreichbar, liegt der Hof Vellacher (Verlacher, Nr. 5). Im Osten, dort wo 1 km südlich der Kirche Maria Hilf ob Guttaring die Gemeinden Guttaring, Klein Sankt Paul und Kappel am Krappfeld zusammenstoßen, liegt der Hof Wipler (Hammerhube, Gipfler, Haus Nr. 1 und 2), der nur von Norden her, von Schelmberg aus, erreichbar ist.

## Geschichte
Der Ort wird 1161 als Hallensberch genannt. Der Ortsname leitet sich von einem deutschen Personennamen ab.
In der ersten Hälfte des 19. Jahrhunderts gehörte der Ort zum Steuerbezirk Althofen (Herrschaft und Landgericht). Bei Gründung der Ortsgemeinden 1850 kam Hollersberg an die Gemeinde Guttaring.

## Bevölkerungsentwicklung
Für die Ortschaft ermittelte man folgende Einwohnerzahlen:
- 1869: 22 Häuser, 168 Einwohner[3]
- 1880: 22 Häuser, 118 Einwohner[4]
- 1890: 20 Häuser, 120 Einwohner[5]---
- 1900: 18 Häuser, 96 Einwohner[6]
- 1910: 19 Häuser, 99 Einwohner[7]
- 1923: 18 Häuser, 85 Einwohner[8]
- 1934: 86 Einwohner[9]
- 1961: 20 Häuser, 108 Einwohner[10]
- 2001: 31 Gebäude (davon 23 mit Hauptwohnsitz) mit 29 Wohnungen; 87 Einwohner und 9 Nebenwohnsitzfälle; 25 Haushalte; 4 Arbeitsstätten, 12 land- und forstwirtschaftliche Betriebe[11]
- 2011: 34 Gebäude, 76 Einwohner, 26 Haushalte, 8 Arbeitsstätten[12]
- 2021: 38 Gebäude, 86 Einwohner, 30 Haushalte, 16 Arbeitsstätten[13]